# Espagne au Concours Eurovision de la chanson 2019
L'Espagne est l'un des quarante et un pays participants du Concours Eurovision de la chanson 2019, qui se déroule à Tel-Aviv en Israël. Le pays est représenté par Miki Núñez — sous le nom de scène Miki — et sa chanson La venda, sélectionnés via le Gala Eurovisión de l'émission Operación Triunfo. Le pays se classe en 22e place lors de la finale du Concours, recevant 54 points.

## Sélection
La diffuseur espagnol RTVE a confirmé sa participation à l'Eurovision 2019 le 14 septembre 2018, confirmant également que, comme en 2018, le représentant espagnol serait sélectionné via l'émission Operación Triunfo (version espagnole de Star Academy). Contrairement à l'année précédente — où seuls les six premiers pouvaient participer au Gala Eurovisión —, tous les participants admis dans l'Academy sont éligibles pour le Gala Eurovisión

### Participants
Dix-huit artistes ont été sélectionnés pour participer à une soirée d'introduction, le « Gala 0 », lors de laquelle les seize candidats admis à l'Academy sont sélectionnés. Ces seize participants sont éligibles pour le Gala Eurovisión. Par la suite, dix-sept chansons ont été assignées aux différents chanteurs, soit en solo, soit en duo.
- Participant éligible pour le Gala Eurovisión ayant été assigné une chanson
- Participant éligible pour le Gala Eurovisión n'ayant pas été assigné une chanson

| Participant  | Épisode d'élimination | Classement lors d'Operación Triunfo |
| ------------ | --------------------- | ----------------------------------- |
| Famous       | Gala Final            | Gagnant                             |
| Alba Reche   | Gala Final            | 2e                                  |
| Natalia      | Gala Final            | 3e                                  |
| Sabela       | Gala Final            | 4e                                  |
| Julia        | Gala Final            | 5e                                  |
| Miki         | Gala 12               | 6e                                  |
| Marta        | Gala 11               | 7e                                  |
| María        | Gala 10               | 8e                                  |
| Marilia      | Gala 9                | 9e                                  |
| Carlos Right | Gala 8                | 10e                                 |
| Noelia       | Gala 7                | 11e                                 |
| Damion       | Gala 6                | 12e                                 |
| Dave         | Gala 5                | 13e                                 |
| Joan Garrido | Gala 4                | 14e                                 |
| África       | Gala 3                | 15e                                 |
| Alfonso      | Gala 2                | 16e                                 |
| Rodrigo      | Gala 0                | Non-sélectionné                     |
| Luis         | Gala 0                | Non-sélectionné                     |

### Chansons
Du 1er au 15 novembre 2018, RTVE a lancé un appel à chansons pour le Gala Eurovisión. Au terme de cette période, 953 chansons avaient été soumises au diffuseur par auteurs et compositeurs. Un comité d'évaluation a ensuite sélectionné dix de ces chansons pour le Gala Eurovisión.
Le diffuseur RTVE a également directement contacté des compositeurs et auteurs déjà reconnus et ont pu également soumettre des chansons pendant la même période, ce qui a permis d'ajouter plus d'une centaine de chansons au total. Un autre comité d'évaluation a ensuite sélectionné dix de ces chansons pour le Gala Eurovisión.
De ces vingt chansons, dix-sept ont été assignées à treize des seize candidats. Les candidats ont ensuite enregistré des démos d'une minute de leurs chansons. Ces démos ont été publiées le 20 décembre 2018 sur le site internet du diffuseur et soumises jusqu'au 2 janvier 2019 au vote des internautes. Les trois chansons ayant reçu le plus de votes sont directement qualifiées pour le Gala Eurovisión. Sept chansons supplémentaires sont ensuite choisies pour le Gala Eurovisión par un comité d'évaluation.
- Chanson sélectionnée via le vote internet
- Chanson sélectionnée par le comité d'évaluation

| Artiste                | Chanson                    | Place |
| ---------------------- | -------------------------- | ----- |
| Alba Reche             | ¿Qué será luego?           | 6     |
| Carlos Right           | Nunca fui                  | 15    |
| Carlos Right           | Se te nota                 | 12    |
| Damion                 | Sale                       | 13    |
| Famous                 | No puedo más               | 4     |
| Joan Garrido & Marilia | A tu lado                  | 16    |
| Julia                  | ¿Qué quieres que haga?     | 11    |
| María                  | Muérdeme                   | 1     |
| Marilia                | Todo bien                  | 7     |
| Marta                  | Vuelve                     | 8     |
| Miki                   | El equilibrio              | 17    |
| Miki                   | La venda                   | 5     |
| Miki & Natalia         | Nadie se salva             | 9     |
| Natalia                | La clave                   | 3     |
| Noelia                 | Hoy vuelvo a reír otra vez | 2     |
| Sabela                 | Dímelo de frente           | 14    |
| Sabela                 | Hoy soñaré                 | 10    |

### Gala Eurovisión
Le Gala Eurovisión a eu lieu le 20 janvier 2019. Le vainqueur a été sélectionné par le télévote espagnol seul. Un jury composé de Pastora Soler, Manuel Martos, Doron Medalie et Tony Aguilar commentait les prestations.
| #  | Artiste        | Chanson                    | Télévote | Place |
| -- | -------------- | -------------------------- | -------- | ----- |
| 1  | Marilia        | Todo bien                  | 6%       | 6e    |
| 2  | Sabela         | Hoy soñaré                 | 2%       | 9e    |
| 3  | Famous         | No puedo más               | 5%       | 7e    |
| 4  | Natalia        | La clave                   | 6%       | 5e    |
| 5  | Julia          | Qué quieres que haga       | 3%       | 8e    |
| 6  | Miki           | La venda                   | 34%      | 1er   |
| 7  | Noelia         | Hoy vuelvo a reír otra vez | 7%       | 4e    |
| 8  | Carlos Right   | Se te nota                 | 1%       | 10e   |
| 9  | Miki & Natalia | Nadie se salva             | 14%      | 3e    |
| 10 | María          | Muérdeme                   | 22%      | 2e    |

Au terme de la soirée, Miki et sa chanson La venda sont sélectionnés comme représentants de l'Espagne à l'Eurovision 2019.

## À l'Eurovision
En tant que membre du Big Five l'Espagne est qualifiée d'office pour la finale du 18 mai 2019. Lors de celle-ci, le pays est classé 25e par les jurys professionnels, qui ne lui octroient qu'un seul point. Le public en revanche classe l'Espagne 14e avec 53 points. Au classement général, l'Espagne finira 22e en totalisant 54 points.